# Placas de identificação de veículos no Uruguai

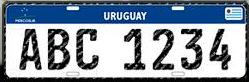
Placa uruguaia, modelo Mercosul, implantada a partir de 2015. A letra inicial A indica o registro no departamento de Canelones.

As placas de identificação de veículos no Uruguai (patente de rodados, chapas patentes ou simplesmente patentes em castelhano) são utilizadas para a identificação dos veículos que circulam nas ruas do Uruguai. O atual sistema alfanumérico consiste em placas brancas com caracteres e bordas negras, com todos os veículos usando o mesmo formato: ABC 1234.

## Formatos

### Padrão anterior

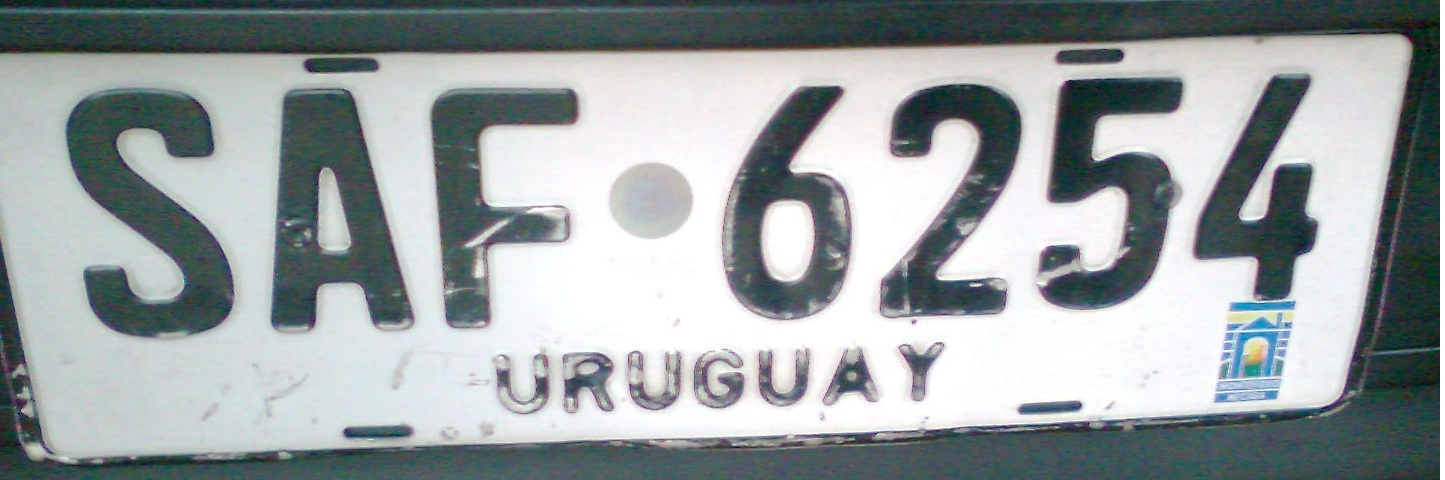
Placa uruguaia no modelo antigo. A letra inicial S indica o registro na capital Montevidéu.

Até a implantação do padrão Mercosul, as placas de veículos automotores no Uruguai possuíam um sistema alfanumérico com três letras e quatro números (no formato ABC 1234), enquanto os das motocicletas possuíam três letras e três números (formato ABC 123). Apresentavam a palavra "Uruguay" na parte inferior para os automóveis e na parte superior para as motocicletas. A primeira letra da série corresponde a um dos Departamentos do Uruguai. Não está presente na série a letra Ñ (uma letra distinta do N no alfabeto espanhol). 

### Padrão Mercosul
Com as placas do Mercosul, vieram algumas modificações: a parte superior de todas as placas possui uma faixa azul horizontal com o emblema do Mercosul à esquerda, a palavra "Uruguay" ao centro e a bandeira do país à direita. O sistema alfanumérico do padrão manteve o mesmo critério para as placas (mesmas cores, mesmos códigos, etc.). Utiliza também a mesma fonte tipográfica alemã: a FE-Schrift), vigente desde o ano de 2000, pois apresenta várias vantagens, dentre elas prevenir a falsificação de placas e evitar a confusão entre caracteres semelhantes, como por exemplo, entre o número 0 e a letra O).
- Arranjo: sete caracteres - ABC 1234
- Faixa azul: a parte superior das placas contém uma faixa na cor azul, com largura de 30mm;
- Bandeira do estado-membro: a bandeira do Uruguai na parte direita da faixa azul, com arestas arredondadas;
- Dimensões: 400mm x 130mm para automóveis em geral / 200mm x 170mm para motocicletas;
- Emblema do bloco: o emblema do Mercosul na parte esquerda da faixa azul;
- Fonte tipográfica: FE Engschrift.

## Organização por departamento
A primeira das três letras corresponde a cada departamento, a saber:
| Letra | Departamento   |
| ----- | -------------- |
| A     | Canelones      |
| B     | Maldonado      |
| C     | Rocha          |
| D     | Treinta y Tres |
| E     | Cerro Largo    |
| F     | Rivera         |
| G     | Artigas        |
| H     | Salto          |
| I     | Paysandú       |
| J     | Río Negro      |
| K     | Soriano        |
| L     | Colonia        |
| M     | San José       |
| N     | Flores         |
| O     | Florida        |
| P     | Lavalleja      |
| Q     | Durazno        |
| R     | Tacuarembó     |
| S     | Montevidéu     |

Além disso, em todos dos departamentos do interior do país (isto é, todos menos Montevidéu), as diferentes localidades são distinguidas pela segunda ou pela segunda e pela terceira letras da série. Por sua vez, distinguiam-se com o uso de seus próprios brasões de armas, usado conjuntamente com o Brasão de armas do Uruguai, localizado no centro da placa, entre as letras e os números ou na parte inferior direita, ou com o símbolo da intendência correspondente ao departamento (localizado na parte inferior direita).

### Departamento de Maldonado
O Departamento de Maldonado era o único departamento que ainda não havia mudado - em 2012 - para o novo sistema alfanumérico de placas de veículos automotores, exceto para motocicletas e algumas placas especiais. No ano de 2011 foi anunciada a mudança para o ano seguinte, mas em 2012 o intendente comunicou o contrário. Desde 1992, este departamento conta com o formato B 123·456. A letra B corresponde ao departamento de Maldonado, e a quantidade de dígitos varia de acordo com o veículo. Os veículos com seis dígitos são particulares; os que têm cinco são os de aluguel, táxis e ônibus e os que contêm quatro identificam veículos de uso médico. Os automóveis com menos de quatro dígitos são de uso oficial. Independentemente da quantidade de dígitos, o primeiro deles sempre correspondia ao município do departamento. Entre a letra B e a série numérica está impresso o brasão de armas departamental e na parte inferior encontra-se a inscrição que indicava a qual município o veículo pertencia, a saber:
| Município      | Formato   |
| -------------- | --------- |
| Maldonado      | B 1xx·xxx |
| San Carlos     | B 2xx·xxx |
| Pan de Azúcar  | B 3xx·xxx |
| Aiguá          | B 4xx·xxx |
| Punta del Este | B 5xx·xxx |
| Garzón         | B 6xx·xxx |
| Piriápolis     | B 7xx·xxx |
| Solís          | B 8xx·xxx |

Somente em 2018 foi anunciado que Maldonado viria a aderir ao padrão Mercosul a partir de janeiro de 2019, mantendo a identificação por município, com o nome deste na parte inferior da placa e a segunda letra após o B, indicativo do departamento, conforme a tabela que segue:
| Município      | Combinação inicial |
| -------------- | ------------------ |
| Maldonado      | BAA 0001           |
| San Carlos     | BBA 0001           |
| Pan de Azúcar  | BCA 0001           |
| Aiguá          | BDA 0001           |
| Punta del Este | BEA 0001           |
| Garzón         | BFA 0001           |
| Piriápolis     | BGA 0001           |
| Solís          | BHA 0001           |

Essa identificação ocorre através de uma aba presa à parte inferior da placa, na qual consta o nome do município. Essa aba também está na cor azul-escuro, no mesmo tom da faixa superior do padrão Mercosul, que é comum a todos os países-membros, com as letras em branco, em fonte um pouco distinta e menor se comparada à empregada para grafar o nome do país.

## História
Até o início da década de 2000, os códigos, o desenho, os tamanhos e as cores das placas veiculares variavam a cada departamento. No ano de 2001, em acordo celebrado pelo Congresso Nacional de Intendentes decidiu-se implementar o novo sistema alfanumérico (de três letras e quatro números) para todo o país. Durante esse ano e no começo do ano de 2002 adotou-se o novo sistema em Montevidéu,
O principal problema no que se referia ao uso da "patente única", não se referia ao formato, mas sim ao valor do tributo sobre automotores. Cada governo departamental podia determinar valores distintos para as patentes correspondentes a seu departamento, o que fazia com que muitas pessoas emplacassem seus veículos em departamentos onde não residiam nem trabalhavam.
Isto gerou muitos conflitos entre as intendências (equivalentes às prefeituras brasileiras), no que se apelidou de  "guerra de patentes". Assim, o parlamento promulgou no final do ano de 2008 uma lei de emplacamento,que levou à fiscalização por parte de alguns governos departamentais, de veículos que circulassem com placas de outro departamento, exigindo dos proprietários desses veículos a prova de residência no departamento no qual emplacaram o veículo. Posteriormente realizou-se um acordo entre as intendências de não emplacar veículos de outros departamentos.
Há várias décadas buscava-se unificar os critérios para conseguir um sistema único, nacional. Em 2011 obteve-se um acordo entre as várias intendências, no Congreso de Intendentes, com a participação do governo nacional. Em 15 de setembro de 2011 o Congresso de Intendentes aprovou por unanimidade a criação do Sistema Único de Cobro de Ingresos Vehiculares (Sucive), que foi discutido no parlamento, mediante o qual se obtém um sistema único de registro único de veículos em todo o país. Finalmente, em dezembro do mesmo ano, logo após a aprovação pelo parlamento, e de um ano de negociações entre o Congresso Nacional de Intendentes e a Presidência da República, o acordo foi ratificado pelo Poder Executivo e aprovado por todos os intendentes, o qual começou a ser implementado a partir de 2 de janeiro de 2012.
Em março de 2015 teve início a implantação da Placa Única do Mercosul, cuja implantação é planejada para os demais países a partir de 2016.

## Matrículas especiais
Adicionalmente, certos veículos dedicados a funções específicas - normalmente, não destinadas ao uso particular - possuem combinações especiais de letras e cores nas placas. Por sua vez, estas podem mudar conforme o departamento, apesar de que sejam para veículos com a mesma função. Estas combinações se localizam (salvo exceções) nas duas últimas letras da série.